# Christe sann dagsens ljus och skeen
Christe sann dagsens ljus och skeen (tyska: Christ der du bist der helle Tag) är en tysk aftonpsalm skriven av Michael Weisse. Psalmen är en översättning från den latinska psalmen Christe qui lux es et dies av Ambrosius av Milano. Den översattes till svenska och fick titeln Christe sann dagsens ljus och skeen.

## Publicerad i
- Göteborgspsalmboken 1650 under rubriken "Afton Loffsånger".[2]
- Den svenska psalmboken 1694 som nummer 430 under rubriken "Morgon och Afton Psalmer".
- 1695 års psalmbok som nummer 368 under rubriken "AftonPsalmer".[1]